# Ludmila Armata
 (avril 2025).
Si vous disposez d'ouvrages ou d'articles de référence ou si vous connaissez des sites web de qualité traitant du thème abordé ici, merci de compléter l'article en donnant les références utiles à sa vérifiabilité et en les liant à la section « Notes et références ».
Ludmila Armata, née en 1954 à Zabrze, en Pologne, est une graveuse canadienne. Elle vit et travaille à Montréal depuis 1981, année où elle immigre au Canada.

## Biographie
Ludmila Armata est détentrice d’une maîtrise en beaux-arts (majeure en design graphique et en lithographie) de l’Académie des beaux-arts de Cracovie qu’elle a fréquenté de 1972 à 1978. Elle est la première lauréate du Prix de la Fondation Monique et Robert Parizeau remis par le Musée national des beaux-arts du Québec en 2002. Elle a participé à de nombreuses biennales, résidences, expositions individuelles et collectives au Canada et dans plusieurs pays dont la France, l’Italie, la Serbie, l’Irlande, la Suède, le Brésil, la Chine et le Japon. Ses œuvres font partie de collections muséales à travers le monde et de collections corporatives et privées.

## Démarche
La pratique de Ludmila Armata est le résultat de différentes techniques de l'estampe dont l’Eau-forte, l’aquatinte et la pointe sèche, souvent mises en association avec le dessin et ou la peinture. Son travail, généralement monochrome est marqué par un intérêt pour le monde biologique se traduisant par des formes abstraites de nature organiques en constante mutation.

## Expositions individuelles (sélection)
- 1991 : Galerie Rochon, Montréal, QC
- 1991 : Elgar Community Center, Montréal, QC
- 1993 : Galerie Rochon, Toronto, ON
- 1995 : Banque de Montréal, Montréal, QC
- 1998 : Ulus Gallery, Belgrade, Yougoslavie
- 1999 : Galerie d’art Stewart Hall, Montréal, QC
- 2001 : Centre de diffusion Presse Papier, Trois-Rivières, QC
- 2002 : Recent Works, Galerie McClure, Montréal, QC
- 2004 : Le processus de la vie, Grave, Victoriaville, QC
- 2005 : Letters from the Centre of the Earth, Engramme, Québec, QC
- 2009 : Exit, Galerie D’Este, Westmount, QC[1]
- 2011 : Misfits, Galerie D’Este, Westmount, QC
- 2015 : Chronicle, Galerie D’Este, Westmount, QC

## Collections (sélection)
- Musée national des beaux-arts du Québec, Québec, QC
- Bibliothèque nationale du Québec, Montréal, QC
- Banque d’œuvres d’art du Conseil des arts du Canada, Ottawa, ON
- Galerie d’art de l’Université de Moncton, NB
- Edmonton art Gallery, Edmonton, MB
- Musée des beaux-arts de Sherbrooke, Sherbrooke, QC
- Air Canada, Montréal, QC
- Loto Québec, Montréal, QC
- Centre de la gravure et de l’image imprimée de la Communauté française de Belgique, La Louvière, Belgique
- Musée d’art contemporain de Belgrade, Belgrade, Yougoslavie
- Museo civico, Crémone, Italie
- National Gallery of Art, Washington, États-Unis
- New-York Public Library, New-York, États-Unis
- Ville de Montréal, Montréal, QC

## Prix et distinctions
- 1996 : Grand Prix de la 4ème Biennale d’art graphique de Belgrade, Belgrade, Yougoslavie
- 2001 : 1er Prix Loto-Québec à la Biennale de l’estampe et du papier du Québec, Alma, QC
- 2002 : Prix du Concours d’estampes Loto-Québec 2002, Montréal, QC
- 2002 : Prix de la Fondation Monique et Robert Parizeau, Musée national des beaux-arts du Québec, Québec, QC[2]
- 2005 : Prix Loto-Québec de la 5e Biennale d’estampe de Trois-Rivières, Trois-Rivières, QC